# Phania funesta
Phania funesta là một loài ruồi trong họ Tachinidae.